# 西义玉皇楼
西义玉皇楼，位于山西省临汾市洪洞县刘家垣镇西义村村东路口，下部为砖石平台，城台下开东西门洞，上部玉皇楼为木楼阁，两重檐十字歇山顶。清乾隆四年（1739年）重修。西义玉皇楼已公布为洪洞县文物保护单位。